# Euprepis
Euprepis é um gênero obsoleto de répteis da família Scincidae e da subfamília Lygosominae. Foi nomeado por Wagler, em 1830, e usado com frequência nos anos posteriores. Não raro era grafado incorretamente como Euprepes, erro introduzido por Wiegmann, em 1834. Foi absorvido pelo grande gênero Mabuya, até Mausfeld e outros ressuscitarem-no para um grupo principalmente de lagartos africanos retirado do Mabuya. No ano seguinte, Bauer argumentou que a nomenclatura era incorreta e que, ao invés disso, o grupo deveria ser chamado Trachylepis. Euprepis é um sinônimo júnior de Mabuya.

## Espécies
As espécies previamente incluídas em Euprepis ou Euprepes são as seguintes:
- Euprepis atlanticus: Mausfeld et al., 2002[4] – atualmente Trachylepis atlantica[3]
- Euprepes chaperi Vaillant, 1884 – atualmente Lygosoma sundevalli[5]
- Euprepis punctatus: Gray, 1845[6] – atualmente Trachylepis atlantica[3]